# Віола Росс Непер
Віола Росс Непер (1881 , Мейкон, Джорджія  — 1962 ) — одна з перших двох жінок (разом з Бессі Кемптон), які були обрані до Палати представників американського штату Джорджія після ухвалення 19-ї поправки до Конституції США, яка надала жінкам право голосу. Також була першою жінкою-юристом, яка виступила перед Апеляційним судом Джорджії та Верховним судом Джорджії. У 1993 році вона була посмертно включена до складу «Зали слави жінок Джорджії».

## Раннє життя
Віола Фелтон Росс народилася в Мейконі, штат Джорджія, 14 лютого 1881 року. Її дідусь по лінії матері був одним із засновників міста. Після закінчення в 1901 році Весліанського коледжу стала шкільною вчителькою. Під час своєї педагогічної кар'єри вона познайомилася і вийшла заміж за юриста Хендлі Непера-молодшого в 1907 році. У них було четверо спільних дітей. Невдовзі після цього її чоловік помер внаслідок епідемії грипу 1919 року. Втративши і чоловіка, і тестя, вона вирішила повернутися до школи. Також відвідувала вечірню школу судді «Лідже» Мейнарда в Мейконі, навчаючись на юриста.

## Законодавче життя
На початку 1900-х років жінки ставали юристами, і Непер було важко влаштуватися на роботу. Вона вирішила відкрити власну практику. Вона стала першою жінкою-адвокатом, яка виступила як перед Апеляційним судом Джорджії, так і перед Верховним судом Джорджії. Вона також стала першою жінкою, яка отримала помилування засудженого клієнта до того, як клієнт відбув будь-яке покарання.
Після схвалення 19-ї поправки в 1920 році, яка дозволяла жінкам голосувати, Непер була переконана редактором Macon News балотуватися до Генеральної асамблеї і, таким чином, стала однією з перших двох жінок, яких прийняли до Палати представників у Джорджії. Під час свого перебування в Генеральній асамблеї Джорджії вона представила кілька законопроєктів, які були розроблені Лігою жінок-виборців, організацією, яка заохочувала жінок використовувати свою нову владу для участі у формуванні державної політики. Законопроєкти включали право жінок про обов'язкову освіту, про дитячу працю та законодавчі рекомендації Комісії з питань дитячого кодексу. Вона домоглася ухвалення законів, які вимагають покращення протипожежного захисту в дитячих будинках, школах та дитячих лікарнях. Вона також виступила автором законопроєкту про покращення освіти для сліпих, інвалідів та знедолених, а також внесла законопроєкт про запобігання дитячій праці.
Непер була переобрана до Палати представників на другий термін і зазнала поразки, коли балотувалася втретє.
Збірка її документів зберігається в Архіві Середньої Джорджії в Меморіальній бібліотеці Вашингтона в Мейконі.